# Жезказган (селище)
Жезказга́н (каз. Жезқазған) — колишнє селище у складі Сатпаєвської міської адміністрації Улитауської області.
Населення — 627 осіб (2021; 8183 у 2009, 8963 у 1999, 13042 у 1989).
Станом на 1989 рік селище називалось Джезказган.
Ліквідоване 2024 року.